# Nordsvensk gårdstyp

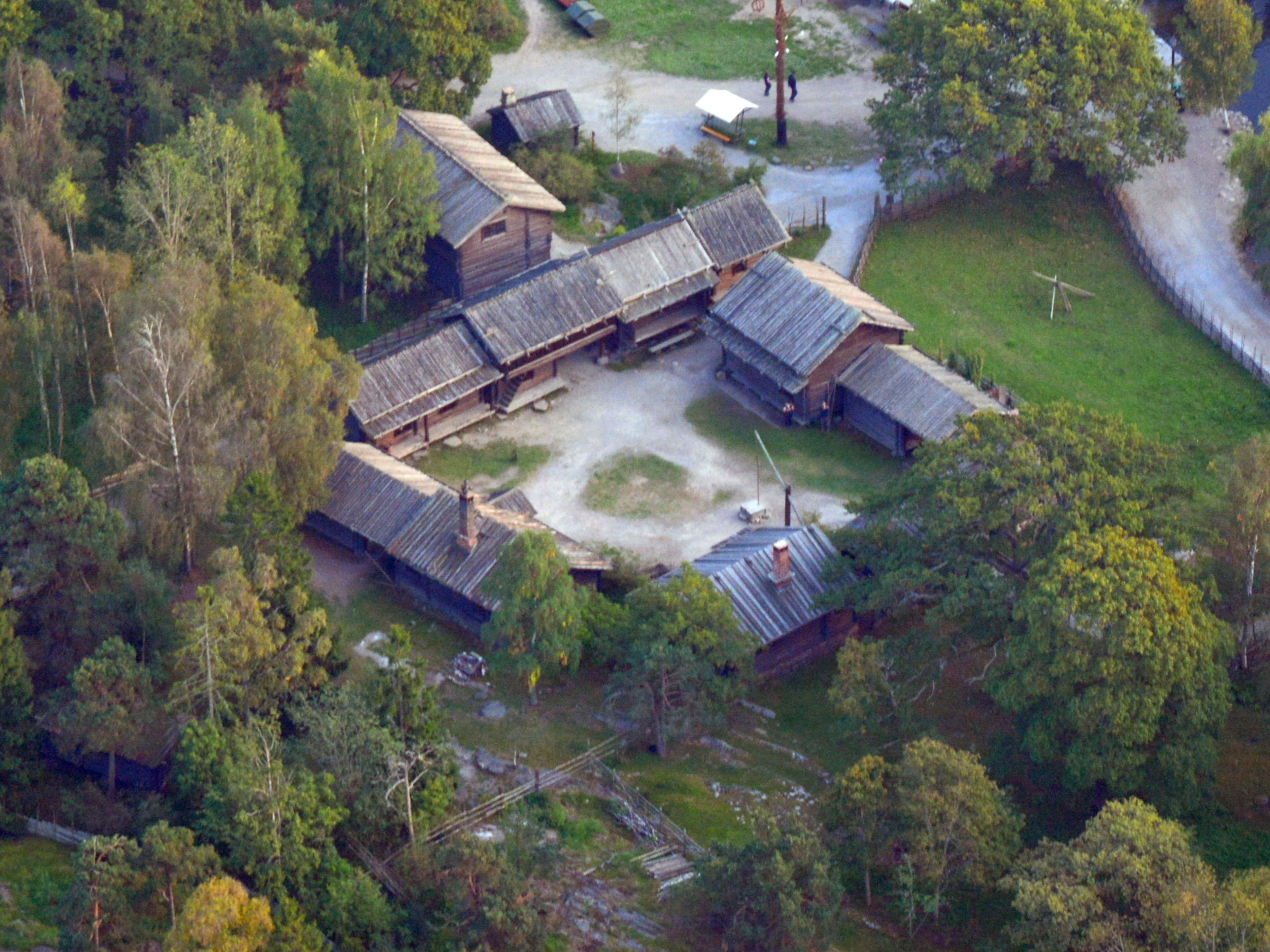
Moragården på Skansen, flygfoto.

Nordsvensk gårdstyp är en äldre typ av gårdsbebyggelse, kännetecknande för norra Sverige från dess nordligaste delarna ned till södra Gästrikland och Dalarna förutom områden i sydligaste delarna. Gårdstypen finns även i Norge och större delen av Finland.
Gårdstypen utmärks av en kringbyggd gårdstyp, med såväl fä- som mangårdsbyggnader inom samma gårdsplan. Till skillnad från den sydsvenska gården finns gödselstacken oftast utanför gårdsplanen. Som visthusbodar fungerar oftast bodar eller härbren utanför den kringbyggda gården, även om den typen av bodar delvis förekommer söder om den nordsvenska gårdstypens utbredningsområde. Gårdarna är så gott som uteslutande timrade.
Byggnadsskicket var så gott som allenarådande på landsbygden inom gårdstypens utbredningsområde, med undantag för mindre torp, som ofta kunde sakna delar av bebyggelsen.
I Dalarna, där realarvsprincipen tillämpats, förekom även att byggnader i gårdsfyrkanten saknades, eller att syskon genom arv brutit upp delar av gården och påbörjat byggandet av angränsande gårdstomter, som delvis satt ihop.
I början av 1800-talet började modernare avskilda ladugårdslängor förekomma på prästgårdarna, men det dröjde till slutet av 1800-talet innan modernare byggnadstekniker började bryta upp det traditionella gårdsmönstret. Idag finns i det närmaste helt bevarade gårdstomter på hembygdsgårdar och kulturhistoriska museer, där de i många fall rekonstruerats.